# Иллюзия конца истории
Иллюзия конца истории (англ. End-of-history illusion) — социально обусловленное когнитивное искажение, психологическая иллюзия, которая выражается в том, что люди вне зависимости от своего возраста верят, что в прошлом они пережили значительный личностный рост и претерпели некоторые психологические изменения, но не будут существенно меняться в будущем. Несмотря на признание того, что их восприятие действительности эволюционировало на протяжении времени, люди склонны считать, что оно достигло финальной стадии и останется таким же в будущем.
Иллюзия основана на том, что, находясь на любой стадии личностного развития, индивид может выделить и охарактеризовать относительно более низкий уровень зрелости в своем прошлом.

## Название
Название феномена было заимствованно из названия книги Фрэнсиса Фукуямы 1992 года «Конец истории и последний человек».

## История изучения
Термин «иллюзия конца истории» был введён психологами Джорди Куидбахом (Университет Вирджинии), Дэниелом Гилбертом и Тимоти Уилсоном (Гарвардский университет) в одноимённой статье в журнале Science. В статье публикуются результаты 6 исследований, в которых приняло участие более 19 000 респондентов в возрасте от 18 до 68 лет, приглашенных с помощью специализированных социологических сайтов. Эти исследования выявили склонность человека переоценивать изменения, произошедшие с ним в прошлом, и напротив — недооценивать будущие личностные изменения.

### Первый эксперимент
В первом эксперименте участникам было предложено заполнить тест оценки личности (Ten Item Personality Inventory), определяющий 5 важнейших личностных характеристик: уступчивость, открытость к новому, эмоциональную стабильность, честность, экстравертность. Далее респонденты были разделены случайным образом на 2 равные группы, одну из которых попросили ещё раз пройти тест так, как они бы сделали это 10 лет назад, другой — так, как они считают, заполнили бы его через 10 лет. Результаты всех трех тестов были изображены и помощью регрессионного анализа.
Исследование показало обратную корреляцию между возрастом участника и ожиданием будущих личностных изменений. Чем старше был участник исследования, тем более он был уверен в том, что претерпит лишь незначительные изменения в будущем или не изменится вовсе. Однако иллюзия конца истории не зависит от возраста человека напрямую, так как большинство молодых людей также указало, что не ожидает существенных изменений в ближайшие 10 лет. Сравнивая результаты первого и последующих тестов, ученые пришли к выводу, что расхождения между предсказанными и текущими данными исходит из неточностей прогнозирования, а не из ошибок памяти.

### Второй эксперимент
Второй эксперимент строился на оценке главных жизненных ценностей. Для участия в эксперименте была создана новая выборка, разделенная впоследствии по тем же критериям, что и в первом эксперименте. Участников попросили выделить 10 важнейших ценностей на настоящий момент, а затем также разделили на группы «отчета» и «прогнозирования» для повторного прохождения теста.
В ходе эксперимента было выявлено, что иллюзия конца истории влияет, в том числе, и на сферу личностных ценностей человека. Несмотря на то, что общее число респондентов, ожидающих в будущем изменение жизненных ценностей, уменьшалось с увеличением возраста участников, тенденция недооценивания предстоящих изменений прослеживается во всех возрастных группах.

### Третий эксперимент
В целях подтверждения гипотезы, что выявленное несоответствие текущих и прогнозируемых характеристик обусловлено неточностями прогнозирования, а не нарушениями памяти, был проведен третий эксперимент. Он был посвящен предпочтениям человека, так как в этой области память является достаточно надежной. Исследователи полагали, что респондентам в данном случае будет проще вспомнить свои прошлые увлечения, чем проанализировать текущие или спрогнозировать будущие изменения.
В ходе этого эксперимента вновь набранным участникам было предложено указать свои текущие предпочтения (такие как любимая еда, любимый жанр музыки, лучший друг и т. д.), а также вспомнить свои предпочтения десятилетней давности и спрогнозировать изменения по прошествии 10 лет.
Результаты эксперимента были аналогичны предшествующим: участники неизменно ожидали, что их предпочтения останутся неизменными на протяжении будущих 10 лет, в то время как участники на одно десятилетие старше отмечали гораздо более высокий уровень изменений за прошедшие 10 лет. Гипотеза о связи иллюзии конца истории и нарушениями памяти была опровергнута.

## TED Talks
Сразу после публикации в 2013 году статья «Иллюзия конца истории» вызвала широкие научные дискуссии, однако в широких массах стала популярна лишь в 2014 году после выступления одного из авторов теории психолога Дэвида Гилберта на площадке TED.
В 2018 году лекция американского философа Бенса Нанэя о «Иллюзии конца истории» была опубликована на TED-Ed.

## Критика
Первоначальное исследование, проведенное Джорди Куидбахом, встретило широкую критику за использование поперечного исследования, а не продольного, которое бы лучше отражало долгосрочную природу явления. При поперечном исследовании одновременно изучаются группы людей разного возраста, создавая «моментальную» картину, когда мнения в разном возрасте соответствуют мнениям разных людей, хотя для подобного типа исследования больше подходит метод продольного исследования, при котором одни и те же люди опрашиваются несколько раз в соответствии с выбранным интервалом.
Также критики традиционно скептически относятся к надежности автобиографической памяти, так как эксперименты неоднократно подтверждали, что ретроспективная память может легко подвергаться искажениям. Например, наибольшим внушающем эффектом при внедрении ложных воспоминаний обладают фотографии. На ретроспективную память может также оказать влияние эффект забывания событий, выражающийся в том, что человек склонен запоминать лишь события «прерванной идентичности» — переломные моменты в жизни человека — и пессимизировать менее значимые и, в особенности, негативные события.

## Вывод
Основываясь на данных, полученных в ходе исследования, Куидбах, Гилберт и Уилсон пришли к выводу, что недооценивая собственные изменения в будущем, люди склонны усложнять поиск оптимальных решений. Причина иллюзии до сих пор не изучена, хотя исследователи предполагают, что её причинами могут служить сопротивление или страх изменений.
Возможными причинами явления также считаются:
- Склонность человека верить в свою привлекательность, то есть в то, что в настоящий момент мы находимся на пике личностной эволюции, что наши ценности наиболее продуманны. Допущение возможности сильных качественных изменений в будущем несет угрозу разубеждения в собственной привлекательности.

- Разница в когнитивных процессах при размышлении о прошлом и будущем. Воспоминания о прошлом запускают реконструктивный процесс, а попытки предсказать будущее — конструктивный. Последний предполагает конструирование множества ситуаций, в которых наши ценности, предпочтения, характер и т. д. будут претерпевать некоторые изменения. Процесс конструирования системы возможных событий в будущем очень затратен, поэтому человек склонен путать сложность прогнозирования таких изменений с вероятностью их происшествия.

Дэниел Гилберт предполагает, что этот феномен может возникнуть вследствие трудности предсказания того, как человек изменится или удовлетворится своим текущим состоянием бытия, а также связывает это явление с тем, как люди воспринимают время в целом.